# Дерихвіст лучний
Дерихві́ст лучни́й (Glareola pratincola) — птах ряду Сивкоподібні (Charadriiformes), один з видів політипного роду; один з 2-х видів у фауні України. В Україні гніздовий, перелітний птах.

## Опис

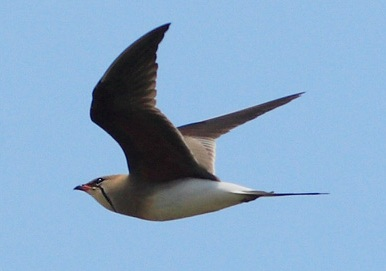
Лучний дерихвіст у польоті

Невеликий (розміром з дрозда) кулик. Довжина тіла — 24—27 см, маса тіла — 87—105 г. У дорослого птаха у шлюбному вбранні верх голови, покривні пера вух, шия, воло, спина і верх крил сірувато-бурі; під оком вузьке біле на півкільце; горло і передня частина щік кремові, окреслені чорною смугою; груди, черево, надхвістя і підхвістя білі; покривні пера споду крил каштанові; махові пера чорно-бурі, другорядні — з білою верхівкою; хвіст вилоподібний, стернові пера чорно-бурі; біля основи − білі; дзьоб короткий, чорний, біля основи червоний; ноги темно-бурі. У позашлюбному вбранні пера спини та крил з вузькою невиразною світлою облямівкою; чорна смуга довкола щік і горла майже непомітна; дзьоб цілком чорний. У молодого птаха забарвлення верху строкате, пера спини та крил з темними плямами та світлою облямівкою; на перах вола світла облямівка; решта тулуба біла; дзьоб чорний; чорної смуги на горлі й щоках немає.
Від степового дерихвоста відрізняється каштановим сподом крил і білою смужкою, яка проходить по краю другорядних махових пер.

### Голос
Видає різкий скрипучий крик — «кіррйя- кіррйя».

## Поширення
Гніздовий ареал охоплює теплі регіони Європи, Південно-Західної Азії та Африки. В Україні поширений в Азово-Чорноморському регіоні від Дунаю до східних кордонів країни. Зимує у тропічній Африці та зрідка — в межах гніздового ареалу.

## Чисельність і причини її зміни
Європейська популяція нараховує 10—18 тис. пар. В Україні у 1980-х рр. нараховувалось 700—750 пар, у 1994 р. — 550—600 пар, в кінці XX ст. — близько 400 пар. Основні поселення нині розташовані в Тузлівських лиманах, Присивашші (Херсонська область та Криму), менш значні — на півдні Запорізької та Донецької областей та на заході Керченського півострова. Причинами зміни чисельності є: меліорація земель, випасання худоби та рекреаційне освоєння територій, несприятливі погодні умови.

## Особливості біології

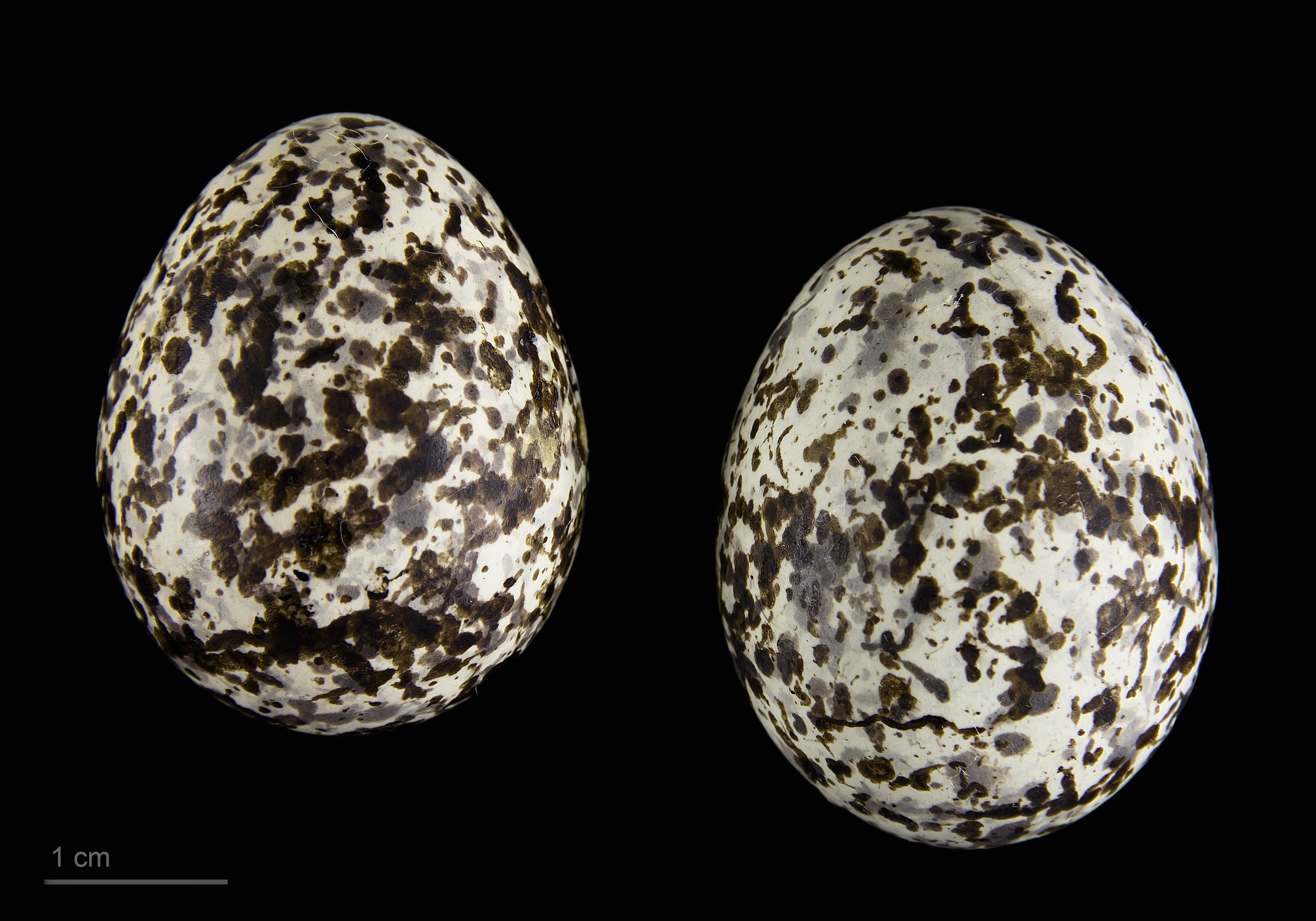
Яйця підвиду Glareola pratincola pratincola в оологічній колекцій (Тулузький музей)

Перелітний птах. У місцях гніздування з'являється у квітні-травні. Тримається на низовинних узбережжях морських заток, лиманів, озер, водосховищ з розрідженою невисокою рослинністю; зрідка — периферійних ділянках полів, луків. Оселяється колоніями. Кладки з 1—5, частіше 3 яєць, самка відкладає в ямки на землі. Перші кладки з'являються на початку червня. Насиджують обидва партнери, протягом 17-19 діб. Молодь починає літати у віці 27—30 діб. Після закінчення розмноження птахи збираються у зграї чисельністю від декількох десятків до 100 ос. і кочують. Відлітає у вересні. Живиться безхребетними: переважно комахами (Orthoptera, Coleoptera, Diptera, Isoptera), а також павуками та молюсками.

## Охорона
Включено до Червоної книги України (1994, 2009), статус — рідкісний; Боннської (Додаток II) та Бернської (Додаток II) конвенцій, угоди AEWA. Місця, потенційно придатні для гніздування виду, охороняються в Дунайському та Чорноморському біосферних заповідниках, Азово-Сиваському НПП, РЛП «Меотида». Більшість птахів гніздиться поза охоронними територіями.